# Vinica Breg
Vinica Breg – wieś w Chorwacji, w żupanii varażdińskiej, w gminie Vinica. W 2011 roku liczyła 279 mieszkańców.